# Albert-Einstein-Gymnasium Hameln
Das Albert-Einstein-Gymnasium ist ein 1972 gegründetes Gymnasium in Hameln. Es ist ein Ganztagsgymnasium sowie eine Europa- und CertiLingua-Schule. Es wird aktuell von 844 Schülern besucht.

## Vorgeschichte
Hameln besaß traditionell zwei Gymnasien, die dreizügig geführt wurden. Das waren das Gymnasium für Jungen (Schiller-Gymnasium), das einen altsprachlichen und einen mathematisch-naturwissenschaftlichen Zweig hat und das neusprachliche Mädchengymnasium (die Viktoria-Luise-Schule). Der Zugang wurde durch eine Aufnahmeprüfung bzw. Probeunterricht begrenzt. Im Jahre 1965 wurden die Klassenfrequenzen in den Klassen 5–10 von 40 auf 35 herabgesetzt, der Probeunterricht fiel weg – und es fehlten Räume sowie Lehrer. Erst 1972 erfolgte die Errichtung eines neuen Gymnasiums in Hameln durch das des Albert-Einstein-Gymnasiums.

## Geschichte
Am 5. September 1972 begann am III. Gymnasium, wie das Albert-Einstein-Gymnasium in den ersten Jahren seines Bestehens hieß, der Unterricht für die ersten 161 Schüler. Die Einweihung und der Gebäudebezug erfolgten erst Mitte September 1972. Zunächst gab es nur 5 Klassen des 5. Jahrgangs und das Kollegium bestand aus lediglich acht Lehrkräften. 1973 erfolgte ein weiterer Ausbau in drei Stufen. Es kamen gleichzeitig die neuen Jahrgänge 5, 7 und 11 und das Gymnasium bestand aus 16 Klassen mit insgesamt 499 Schülern. Darunter waren 64 Schülerinnen von der Viktoria-Luise-Schule und 58 Schüler vom Schiller-Gymnasium.
Das III. Gymnasium als Prototyp eines Koedukationsgymnasiums wurde als neusprachliches und mathematisch-naturwissenschaftliches Gymnasium für Jungen und Mädchen gegründet. Darüber hinaus wurde eine mathematisch-naturwissenschaftliche Klasse als Aufbauzug für Realschulabsolventen eingerichtet. Bis 1977 stieg die Schülerzahl auf 1.272 Schüler. Ebenso entstand die Schülerbücherei als Präsenz- und Ausleihbücherei. Sie umfasste 1975 2.000 und 1976 2.600 Bände. Im Jahr 1975 erhielt die Schule eine Sprachlehranlage.
Mit Einführung der reformierten Oberstufe 1975 wurde der Unterricht in Jahrgangsstufe 11 teilweise und in den Jahrgangsstufen 12 und 13 vollständig in individuell wählbaren Kursen erteilt, anstatt im traditionellen Klassenverband. Zusätzlich wurde ein vielfältiges Angebot an Arbeitsgemeinschaften eingerichtet, wie Theater, Literatur, Fotografie, Stadtgeschichte Hamelns, Chor, Orchester und Folkmusik, welche teilweise regionale Bekanntheit erreichten. Zu nennen ist hier die „Folkgruppe“, die Theater AG, die Rock-Musik-AGs, die Schüleraustauschprogramme mit England, USA, Frankreich, Israel und Ungarn, die Provencefahrten sowie die Skikurse in Südtirol. In diesem Zusammenhang entstand auch die Schülerzeitschrift Aragorn, die seit 1978 erscheint.
Im Jahr 1978 wurde die Schule Ausbildungsschule, als das Studienseminar Hameln gegründet wurde. Seit dieser Zeit werden hier auch Referendare ausgebildet. Gleichzeitig begann die Diskussion über die Namensgebung für das III. Gymnasium, das nach sechs Jahren seines Bestehens noch immer einen Arbeitstitel trug. Nach längerer Diskussion an der Schule und in der Hamelner Politik entschied sich der Hamelner Stadtrat mit knapper Mehrheit für den Namen Albert-Einstein-Gymnasium und nicht für den von der CDU favorisierten Namen Carl-Zuckmayer-Gymnasium. Die Umbenennung des III. Gymnasiums erfolgte am 100. Geburtstag von Albert Einstein am 14. März 1979.
Die Austauschprogramme erweiterten sich um Kontakte zu Israel und eine zweite englische Schule in Alton. Verbindungen zum Albert-Einstein-Gymnasium in Böblingen wurden hergestellt.
Mit dem bilingualen Unterricht wurde das schulische Angebot 1993 erweitert. 1995 bewarb sich die Schule um eine Teilnahme an dem bundesweiten Modellversuch „Selbstwirksame Schule“. Ab Herbst desselben Jahres nahm die Schule als niedersächsische Pilotschule an diesem auf drei Jahre befristeten Projekt der Bund-Länderkommission für Bildungsplanung und Forschungsförderung teil, wobei das Teammodell im Rahmen dieses Projektes geführt wurde.
Die bauliche Fertigstellung der Schule bereitet bis zur Gegenwart ungelöste Probleme, denn viele der zunächst geplanten Räume, insbesondere eine Aula, wurden nicht errichtet. Auch die Mitspracherechte der Architekten erschwerten spätere Umbauten. Im Jahr 1984 erfolgte ein kleinerer Umbau der Innenräume. In den Jahren 1996/1997 wurde der Bereich zwischen der Südfront und der Sertürner-Realschule umgebaut. Seit Herbst 2009 verfügt die Schule durch Umbau und Erweiterung der Cafeteria zudem über eine Mensa, welche durch die nun mögliche Versorgung mit warmen Mittagessen als Voraussetzung für einen Ganztagsunterricht angesehen wird.

## Schulleiter
| Name                        | Amtszeit von… | Amtszeit bis… | Anmerkungen                |
| --------------------------- | ------------- | ------------- | -------------------------- |
| Friederich Flügge           | 1972          | 1984          |                            |
| Bernhard Arend-Schneider    | 1984          | 2000          |                            |
| Wolfgang Weber              | 2000          | 2017          |                            |
| Christian Martin Schmidt    | 2017          | 2019          |                            |
| Bettina Schröder-Brautlecht | 2019          | 2020          | in kommissarischer Leitung |
| Sönke Koß                   | 2020          | Jetzt         |                            |

## Persönlichkeiten

### Lehrer
- Bernhard Gelderblom (* 1943), Historiker und Autor
- Lutz Führer (* 1945), Mathematiker

### Schüler
- Jens Rosteck (* 1962), Schriftsteller und Musikwissenschaftler
- Susan Stahnke (* 1967), Schauspielerin und Fernsehmoderatorin
- Mathias Mertens (* 1971), Autor, Medienwissenschaftler und Luftgitarrenspieler